# Cahiers de la Quinzaine
Pour les articles homonymes, voir Cahier et Quinzaine (homonymie).
Ne doit pas être confondu avec La Quinzaine.
Les Cahiers de la Quinzaine est une revue bimensuelle française ayant paru de 1900 à 1914, fondée et dirigée par Charles Péguy. Sa périodicité, malgré son titre, fut irrégulière ; les œuvres et les articles qui y furent publiés suivaient une inspiration dreyfusarde. Ces cahiers offraient aux lecteurs tantôt des textes formant dossier sur les problèmes du temps : congrès socialistes, affaire Dreyfus, universités populaires, séparation des Églises et de l’État ; tantôt, un cahier était entièrement constitué par une œuvre d'un des auteurs que Péguy découvrit et lança, comme les frères Tharaud, André Suarès, Julien Benda ou Romain Rolland.

## Historique
La revue, dont siège était au 8 rue de la Sorbonne à Paris, est créée le 5 janvier 1900 (no 1 de la 1re série) par Charles Péguy. Elle comptera 238 numéros à sa disparition en juillet 1914 (no 10 de la 15e série), en raison de la guerre et de la mort de son créateur.
Elle a peu à peu évolué en une série d'œuvres littéraires, avec des auteurs tels que Romain Rolland ou André Suarès, sans oublier Charles Péguy lui-même puisque c'est surtout dans cette revue qu'est paru l'essentiel de ses œuvres, les essais Notre Jeunesse, Victor-Marie, comte Hugo et L’Argent.
Dans la revue paraîtra en feuilleton La Vie de Beethoven (1903) et, surtout, Jean-Christophe de Romain Rolland (1904-1912). Parmi les autres collaborateurs, on note des noms illustres, tels que Georges Clemenceau, Anatole France ou Jean Jaurès, mais encore d'éminentes personnalités de cette époque.
En 1907, Le Rouet d'ivoire, un roman d'Émile Moselly publié par les Cahiers, est finaliste du prix Goncourt.
Des ouvrages isolés de la période 1897-1899, antérieure à la fondation des Cahiers de la quinzaine, lui ont été rattachés a posteriori par Charles Péguy lui-même. Ils forment neuf Cahiers précurseurs.
L'équilibre financier de la revue fut toujours précaire : elle n'eut au plus que 1 400 abonnés (dont Alfred Dreyfus, le colonel Picquart, Léon Blum…).
Le fils du poète Charles Péguy, Marcel Péguy relança Les Cahiers de la Quinzaine en 1930. Les comptes rendus des quatre premières réunions du Studio franco-russe ont été publiés sous forme d'un volume hors série intitulé Rencontres. Les sténogrammes suivants parurent en fascicules individuels un mois après chaque séance.

## Photographies

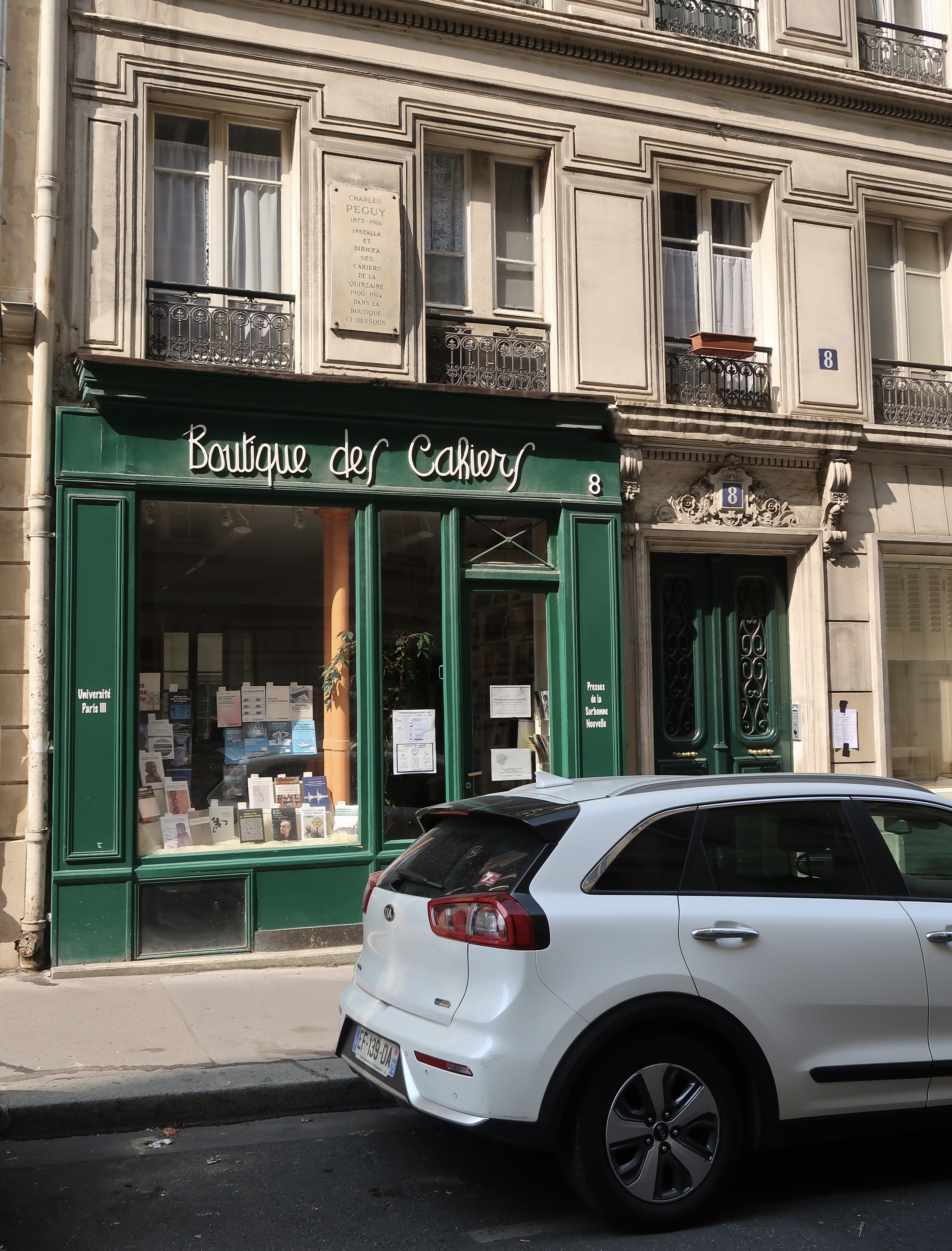
Siège des Cahiers de la Quinzaine, 8 rue de la Sorbonne (5e arrondissement de Paris).
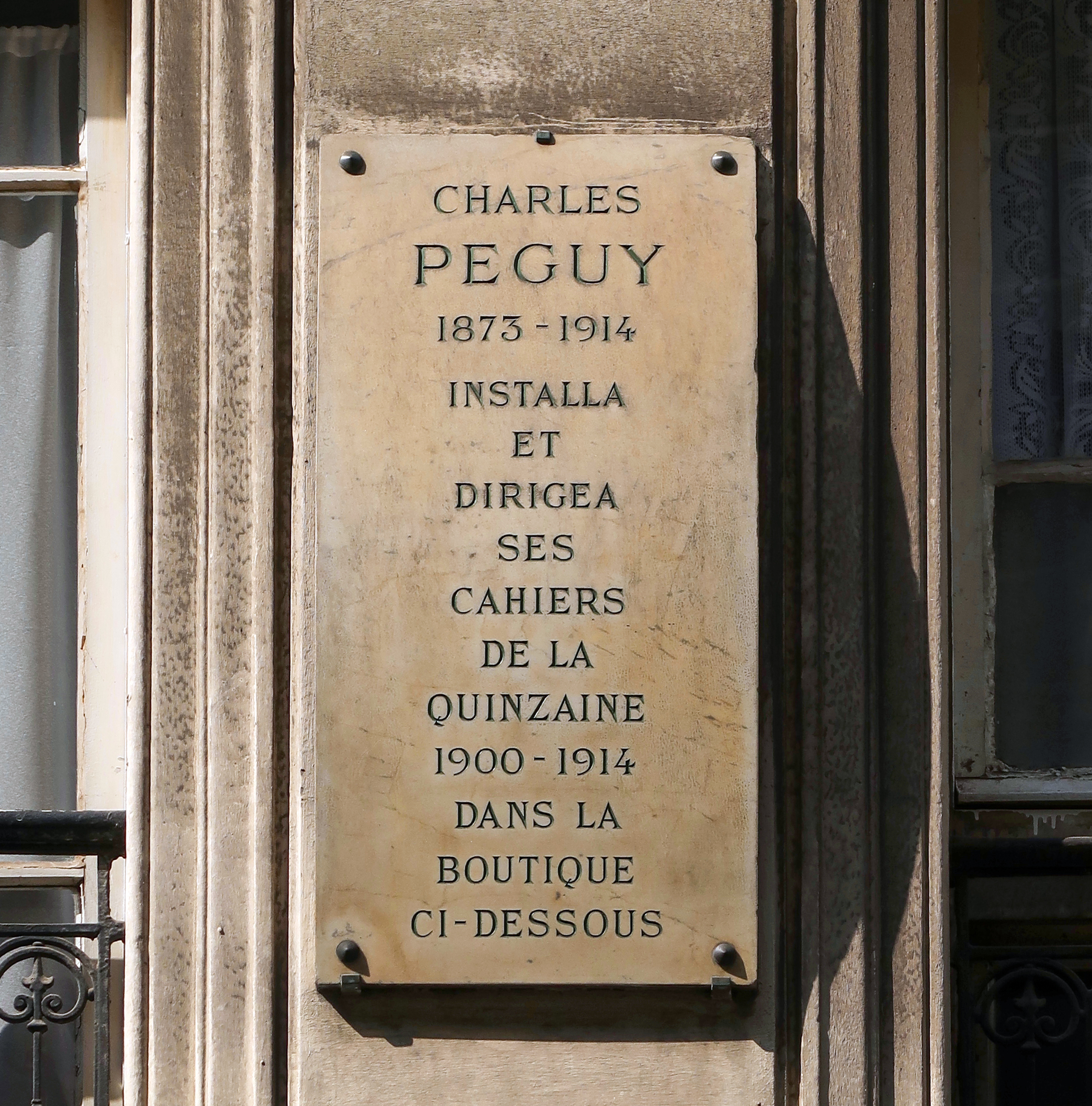
Détail de la plaque.